# Fyllarochen
Der Fyllarochen (Rajella fyllae) ist eine kleine Rochenart, die im nördlichen Atlantik von Nova Scotia, der Neufundlandbank und dem Golf von Maine im Westen bis zu den Britischen Inseln und der Biscaya im Osten und der Barentssee im Nordosten vorkommt. Südlich reicht das Verbreitungsgebiet bis 45° N. Rajella fyllae ist die Typusart der Gattung Rajella.

## Merkmale
Der Fyllarochen erreicht eine Länge von etwa 55 cm. Die Rückenseite ist variabel von aschgrau bis dunkelbraun gefärbt und bei den meisten Exemplaren lebhaft mit hellen oder dunklen nicht deutlich abgegrenzten Flecken  gemustert. Der Schwanz zeigt oft dunkle Querbalken. In einigen Regionen sind bei zahlreichen Tieren die Schnauze, die Augenregion und Teile des Rumpfes und der Brustflossen hell gefärbt. Die Unterseite ist hell, mit dunklen Flecken am Kopf, auf dem Bauch und am Schwanz. Die Ränder der Brustflossen und die hinteren Ränder der Bauchflosse sind dunkel. Bei einigen Exemplaren ist die Unterseite dunkel mit nur wenigen weißen Flecken.
Die Körperscheibe ist rundlich und etwas breiter als lang. Die äußeren Enden der Brustflossen sind weit abgerundet, bei ausgewachsenen Männchen mehr als bei jüngeren und bei den Weibchen. Die Schnauze ist kurz und abgerundet mit einer kleinen Spitze. Der Schwanz ist deutlich länger als der Körper, seine Länge liegt bei etwa 60 % der Gesamtlänge. Er ist kräftig und wird zum Ende hinzunehmend dünner. Am Ende befinden sich zwei kleine Rückenflossen. Die gesamte Oberseite ist sehr rau mit zahlreichen Stacheln und kleinen Dornen. Diese konzentrieren sich besonders auf dem Kopf und der hinteren Körperscheibe aber nur bei ausgewachsenen Männchen sind die Brustflossen in der Mitte glatt. Bei größeren Exemplare liegen 5 bis 9 Dornen im Augenbereich, die in Form von Halbringen angeordnet sind, außerdem ein dreieckig geformtes Dornenfeld im Bereich von „Nacken“ und „Schultern“, eine Dornenreihe in der Mitte des Rückens und auf dem Schwanz bis zur ersten Rückenflosse, rechts und links flankiert von je einer weiteren Dornenreihe. Die Unterseite ist weitestgehend glatt. Die Zähne im Oberkiefer sind in 30 bis 38 Reihen angeordnet. Sie sind bei den Weibchen und jüngeren Männchen stumpf, bei den Männchen länger mit scharfen Spitzen.

## Lebensweise
Der Fyllarochen ist relativ häufig und lebt auf Weichböden in Tiefen von 170 bis 700 Metern, ausnahmsweise auch bis in Tiefen von 2000 Metern, bei Wassertemperaturen von 1 bis 7 °C. Er ernährt sich vor allem von kleinen Krebstieren, unter anderem von Flohkrebsen und Schwebegarnelen. Die Rochen sind ovipar (eierlegend). Die hornigen Eikapseln sind rechteckig, sehr klein und 38 bis 42 mm lang und 24 bis 26 mm breit. An den Ecken befinden sich hornige Fäden, vorn längere als hinten. Da die Temperaturen im Lebensraum des Fyllarochens sehr niedrig sind dauert es Monate, möglicherweise auch ein Jahr bis zum Schlupf der Jungrochen, die dann 7 cm lang sind. Sie werden mit einer Länge von 45 bis 50 cm geschlechtsreif abhängig von der Wassertemperatur.
Der Fyllarochen wird als Beifang in der Grundfischerei gefangen, gilt aber als ungefährdet.

## Belege
1. 1 2 3 4 5  David A. Ebert & Matthias F. W. Stehmann: Sharks, Batoids and Chimaeras of the North Atlantic. FAO Species Catalogue for Fishery Purposes No. 7, ISSN 1020-8682, Seite 384–386.
2. ↑  Rajella fyllae in der Roten Liste gefährdeter Arten der IUCN 2009. Eingestellt von: Kulka, D.W., Barker, A.S., Orlov, A. & Pasolini, P., 2008. Abgerufen am 27. Oktober 2020.